# Cantonul Haguenau
Cantonul Haguenau este un canton din arondismentul Haguenau, departamentul Bas-Rhin, regiunea Alsacia, Franța.

## Comune
- Batzendorf
- Berstheim
- Dauendorf
- Haguenau (reședință)
- Hochstett
- Huttendorf
- Morschwiller
- Niederschaeffolsheim
- Ohlungen
- Schweighouse-sur-Moder
- Uhlwiller
- Wahlenheim
- Wintershouse
- Wittersheim